# Eric P. Rubenstein
Pour les articles homonymes, voir Rubenstein.
Eric P. Rubenstein (né en 1964) est un astronome américain.
Le Centre des planètes mineures le crédite de la découverte de l'astéroïde transneptunien (47171) Lempo, effectuée le 1er octobre 1999, avec la collaboration de Louis-Gregory Strolger.
Après son doctorat, obtenu à l'Université Yale, il a travaillé comme chercheur à l'observatoire interaméricain du Cerro Tololo et au Smith College. En 2002 il a interrompu sa carrière académique pour créer son entreprise.